# Hillsdale (Michigan)
Pour les articles homonymes, voir Hillsdale.
Hillsdale est une ville située dans l’État américain du Michigan. Elle est le siège du comté de Hillsdale. Selon le recensement de 2000, sa population est de 8 233 habitants.
Son maire en 2007 est Michael Sessions, qui fut élu en 2005 à l'âge de 18 ans, devenant l'un des plus jeunes maires de l'histoire.